# Massivholzhaus
Ein Massivholzhaus ist eine spezielle Form des Holzhauses, das in der Tradition des Blockhausbaus steht und unterschiedliche Wandkonstruktionen aufweisen kann. Ein gemeinsames Merkmal aller Massivholzhäuser ist die Bauweise (Massivholzbau) aus vorgefertigten Wandelementen, die vor Ort auf der Baustelle in vergleichsweise kurzer Zeit zum massiven Holzhaus zusammengefügt werden.

## Definition
Aktuell unterliegt der Begriff Massivholzhaus noch keiner offiziellen und allgemeingültigen Definition. Der Massivholzhausbau definiert sich praktisch aus den Gemeinsamkeiten sowie den Unterschieden zu den am nächsten verwandten Bauweisen. Das sind der klassische Blockbau (Blockhaus) und der Holzständer- beziehungsweise Holzrahmenbau mit hohem Vorfertigungsgrad (Holzfertighaus).

## Ursprung und Entwicklung
Bereits 10.000 Jahre v. Chr. wurden eingeschossige Hütten und Häuser mit Balken- und Stützkonstruktionen aus Holz gebaut. Daraus entwickelten sich unterschiedliche Holzbausysteme zur Herstellung von Gebäuden.
Heute lassen sich folgende Grundtypen unterscheiden, deren mangelnde Trennschärfe oftmals zu widersprüchlichem Gebrauch führt:
- Blockbau
- Fachwerkbau
- Ständerbau
- Rahmenbau
- Skelettbau
- Tafelbau
- Raumzellenbau[2]

Der Massivholzhausbau kombiniert verschiedene Elemente der oben genannten Holzbauweisen und kann dementsprechend als konstruktive Weiterentwicklung angesehen werden.

## Verwandte Bauweisen
Das klassische Blockhaus weist eine einschalige, auch genannt monolithische Außenwand auf. Diese besteht aus behauenen Baumstämmen, stärker bearbeiteten Rundstämmen oder gefrästen Rund- oder Vierkanthölzern, die als Blockbalken oder Blockbohlen bezeichnet werden.
Bei der traditionellen Blockbauweise schichtet man Lage für Lage aufeinander, die ineinander verzahnten Eckverbindungen  sorgen für die Standsicherheit. Bei neueren Formen des Blockbaus werden die einzelnen Bohlen zu Blocktafeln zusammengefügt (Vorelementierung), die man dann beim Aufbau als ganze Wandelemente zusammenfügt. Insofern könnte man bei diesen Konstruktionen auch von Blocktafelbau sprechen. Fertighäuser werden im Ganzen oder zumindest in Teilen werkseitig vorgefertigt, die Endmontage findet auf der Baustelle statt. Der allgemeine Sprachgebrauch bezeichnet aus dem Werkstoff Holz und in Fertigbauweise errichtete Häuser als Holzfertighäuser.

## Bauliche Abgrenzung
Die einschaligen Blockhausaußenwände werden meist ohne zusätzliche Wärme- und Schalldämmung errichtet. Die Blockbohlenwände sind statisch tragend, das heißt, auf ihnen ruhen Decken und Dachstuhl. In Abgrenzung zu den einschaligen Blockhäusern sind Massivholzhäuser zweischalig, sie besitzen eine Außen- und Innenschale mit dazwischen liegender Dämmung und im Idealfall eine Installationsebene für Elektroinstallationen, um die Luftdichtigkeit nach außen nicht zu verletzen.
In Abgrenzung zum Holzfertighaus mit Holzleichtbau- oder Holzverbundwänden kann folgender Unterschied festgemacht werden:
Im Massivholzbau werden keine Bretter, sondern Bohlen verwendet. Bohlen haben nach DIN-Norm 4074 für Bauholz im Vergleich zu Brettern eine Stärke vom mindestens 40 Millimetern.

## Semantische Abgrenzung
Zu beachten ist, dass Massivholzhäuser nicht, wie es der Name vermuten lässt, ausschließlich aus Massivholz, also „aus einem Stamm“, gefertigt sind. Sie können teilweise aus Konstruktionsvollholz (Vollholz) gefertigt sein. Konstruktionsvollholz ist formstabiler als Massivholz und die Trageleistung des verarbeiteten Holzes ist höher als bei ursprünglich belassenen Holzständern.

## Merkmale des Massivholzhauses
Massivholzhäuser kombinieren Merkmale des Block- und des Holzfertigbaus. Das Holz wird vor der Verarbeitung technisch getrocknet und weist somit eine bestmögliche bauphysikalische Holzfeuchte auf. Diese Trocknung sowie die Bauweise insgesamt verhindern die im einfachen Blockbau bekannten Setzungserscheinungen, die durch das Schwinden des Holzes aufgrund seiner hygroskopischen Eigenschaften entstehen; was einen hohen Wartungsaufwand bedingt und zu baulichen Problemen führen kann.
Die für Wände, Decken und Dach, eingesetzten Massivholzelemente können aus Brettschichtholz, Brettstapelelementen, Blocktafeln und ähnlichen massiven Holzwerkstoffen beziehungsweise Holzbauelementen bestehen. Komplettiert werden die Massivholzwände durch zusätzliche Dämmung, Außenputz etc. Hauptbaustoff ist der nachwachsende und damit nachhaltige Naturbaustoff Holz, der in einem durchschnittlichen Einfamilienhaus eine Menge von ca. 30 bis 40 Kubikmeter umfassen kann.

## Zweischalige Wandkonstruktionen
Eine der neueren Entwicklungen im Massivholzhausbau stellen massive zweischalige Wandkonstruktionen dar. Sie bestehen, wie im Holzständer- und Holzrahmenbau üblich, aus tragenden senkrechten Ständern, ergänzt durch zwei Blockbohlenschalen innen und außen. Dazwischen liegt bei diesen Doppelblockbohlenwänden eine Wärme- und Schalldämmschicht als sogenannte Kerndämmung. Da diese Dämmebene witterungsgeschützt innerhalb der Wand liegt, bleibt ihr Dämmwert dauerhaft erhalten. Die Vorfertigung der Wandelemente im Werk ermöglicht eine fugenfreie, flächig durchgehende Dämmebene.

## Eigenschaften
Da Holz über eine schlechte Wärmeleitfähigkeit – je nach Holzart < 0,2 W/(m·K) – verfügt, sorgt die Kombination aus zweischaligen Holzblockbohlen und zusätzlicher Kerndämmung sowohl für einen winterlichen als auch sommerlichen Wärmeschutz. Besondere Konstruktionen weisen raumseitig eine weitere gedämmte Installationsebene auf, was für noch geringere Wärmeverluste und somit für einen niedrigeren Jahresheizwärmebedarf sorgt. Damit entsprechen Massivholzhäuser den Anforderungen der im Jahr 2014 neuerlich verschärften Energieeinsparverordnung (EnEV), zum Teil werden diese sogar übererfüllt. Auch kann der KfW-Effizienzhausstandard erreicht werden.
Der doppelschalige Wandaufbau wirkt sich bauphysikalisch auf den Schallschutz aus. Im Gegensatz zu einschalig gebauten oder nichtgedämmten Häusern bietet das Massivholz einen verbesserten Schallschutz auf.
Die Doppel-Blockbohlenwand erweist sich als besonders winddicht, was vom Haushersteller durch Blower-Door-Tests in der Rohbauphase sowie vor Einzug der Bauherrschaft belegt werden sollte.
Wenn in den Außenwänden keine Dampfsperre oder Hartschaumdämmplatten eingesetzt werden, kommt der niedrige Dampfdiffusionswiderstand des Holzes zum Tragen: Die gesamte Konstruktion ist dann dampfdiffusionsoffen. Die Kombination aus dampfdiffusionsoffenen Wänden und Trockenbauweise mit technisch getrocknetem Holz sorgt für ein Raumklima ohne schimmelfördernde Feuchtigkeit. Aus baugesundheitlicher Sicht ist diese Eigenschaft als äußerst wichtig zu bewerten.
Massivholz im Innenraum ist in der Lage, große Mengen Feuchtigkeit zu puffern, das heißt aus der Raumluft aufzunehmen und wieder abzugeben.
Holz zeichnet sich auch dadurch aus, dass seine Oberflächentemperatur im Vergleich zu anderen Materialien relativ hoch ist, was Strahlungskälte vermeidet und das Temperaturempfinden positiv beeinflusst.

## Architektur und Vorfertigung
Die zweischaligen Blockbohlenwände werden inklusive Türen und Fenstern werksseitig zu kompletten Wandelementen vorgefertigt und vor Ort zusammengefügt. Die vorelementierte Bauweise in herstellungsoptimaler Umgebung sichert einen gleichbleibenden Qualitätsstandard. Die Standardisierung im Herstellungsprozess steht jedoch nicht konträr zu architektonischer Individualisierung. Das statisch tragende Holzständerwerk ermöglicht eine große Vielfalt an architektonischen Stilen, und auch große Fensterfronten und Festverglasungen sind problemlos möglich.

## Qualitätsmerkmale
Die Qualität und Sicherheit von Massivholzhäusern wird durch folgende Kennzeichnungen nachgewiesen:
- Das Übereinstimmungszeichen (Ü-Zeichen) belegt, dass ein Produkt den geforderten technischen Regeln und wie in diesem Fall den Vorgaben der bauaufsichtlichen Zulassung entspricht.[7]

- RAL-Gütezeichen kennzeichnen Produkte und Dienstleistungen, die nach hohen, genau festgelegten Qualitätskriterien hergestellt bzw. angeboten werden.[8] Für den Holzhausbau setzt das RAL-Gütezeichen einen einheitlichen Qualitätsstandard mit Relevanz für den handwerklichen und industriellen Holzhausbau. Das Gütezeichen RAL-GZ 422 bescheinigt die Güte der vorgefertigten Elemente sowie die Qualität der Ausführung auf der Baustelle.[9]

## Brandschutz
Alltagswissen suggeriert, dass Häuser aus Holz eine im Vergleich zu Häusern in Nassbauweise höhere Brennbarkeit aufweisen. Die Einstufung in Baustoffklasse B2 nach DIN 4102-4 (Feuerfestigkeit) belegt jedoch die Eignung von Holz als normal entflammbarer Baustoff. Im Brandfall bieten Holzbalken ein geringeres Sicherheitsrisiko als Träger aus Beton oder Stahl. Zum einen weisen sie ein kalkulierbareres Einsturzverhalten auf und zum anderen isoliert die durch den Brand entstehende Kohleschicht den stabilisierenden Trägerkern. Die vergleichbare Brandgefahr von (Massiv-)Holzhäusern und Massivhäusern wird mittlerweile auch von der Versicherungswirtschaft anerkannt und sie setzt für beide Bauarten wenig differierende Versicherungsprämien fest.

## Nachteile
Massivholzhäuser haben aufgrund ihrer Bauweise folgende Nachteile bzw. Eigenheiten aufzuweisen:
- Bei der Massivholzbauweise sind der Geschosszahl baurechtliche Grenzen gesetzt.
- Die Spannweite von Holzbalkendecken ist begrenzt.
- Unverputzte Massivholzfassaden sind witterungsanfälliger als Putzoberflächen. Daraus ergeben sich erhöhte Anforderungen an den "konstruktiven Holzschutz".[11] Es muss beispielsweise auf genügend Abstand vom Boden geachtet werden, weitere Dachüberstände sind geboten.
- Die Schalldämmung ist bei Massivholzhäusern (wie auch bei Holzfertighäusern) schlechter als bei Massivhäusern. Diesem Problem haben sich sowohl die Haushersteller als auch Forschungseinrichtungen angenommen und den Schallschutz in Holzfertighäusern optimiert.[12]
- Holzfassaden und Holzelemente wie Fenster und Türe bedürfen einer regelmäßigen Wartung und Pflege. Zudem sollte in regelmäßigen Abständen kontrolliert werden, ob die Substanz durch Schädlingsbefall gefährdet ist.